# Ncane
Le nchane (aussi écrit cane, ncane, nchaney, ou aussi appelé nchanti) est une langue béboïde de l'Est, parlée au Cameroun dans la Région du Nord-Ouest, le département du Donga-Mantung, l'arrondissement de Misaje, à l'ouest de Nkambé, dans les villages de Nkanchi, Nfume, Chunghe, Bem et Kibbo, et Mungong dans le département du Menchum et l'arrondissement de Bum. 
13 200 locuteurs ont été dénombrés en 2008.

## Écriture
| A a | B b | Ch ch | D d   | E e | Ɛ ɛ | F f | G ɡ   | Gb ɡb | Gh gh | I i | J j | K k | Kp kp |
| L l | M m | N n   | Ny ny | Ŋ ŋ | O o | S s | Sh sh | T t   | U u   | W w | V v | Y y |       |